# Аугуст Стриндберг
Юхан Огуст Стриндберг  (на шведски: Johan August Strindberg, шведското произношение на фамилията е близко до Стриндбери) е шведски драматург и писател. В България е издаван и като Август Стриндберг. От 2012 г. е възприето малкото име на писателя да се предава като "Огуст" . 
Автор на произведения като пиесите Госпожица Юлия и Мъртвешки танц, романа Червеният салон, автобиографичния текст Inferno и други.
В чест на Стриндберг е наименуван кратер на планетата Меркурий.

## Биография
Родителите на Стриндберг са Карл Стриндберг, от буржоазно семейство, и Улрика Елеонора Норлинг, бивша прислужница. Майка му умира, когато той е на 13 години. Стриндберг следва химия в Университета на Упсала и в Технологическия институт в Стокхолм. През 1877 г. сключва брак с баронеса Сири фон Есен.
Поради своя критичен прочит на историята на Швеция Стриндберг предпочита по-спокоен живот във Франция, където заминава заедно със семейството си през 1883 г. Там изпада в тежка душевна криза, пие абсент и е убеден, че жена му иска да го прати в психиатрична клиника. През 1889 г. се развежда с жена си и заминава за Берлин, където среща втората си съпруга, австрийската писателка Фрида Ул.
Поради чувството си за вина и многобройните обвинения, породени от нестандартните изложени от него идеи, Стриндберг страда от мания за преследване и дори изпада в психотични състояния.
През 90-те години на ХІХ век се обръща към живописта, като предпочита морски пейзажи.
В края на ХІХ век се завръща в Стокхолм. През 1901 г. сключва брак с шведско-норвежката актриса Хариет Босе, с която се развежда през 1904 г.

## Творчество
Сред основните теми, които Стриндберг засяга, са тези за брака, за интимните отношения между мъжа и жената, исторически теми и др. Известен с отрицателното си отношение към жените, Стриндберг изявява враждебно отношение изобщо към хората, като критикува остро техните недостатъци. Известни негови пиеси са: Майстор Улоф, Щастливецът Пер, Бащата, Игра-сън и др. От художествената му проза други важни произведения са Ад, Сам и др.

### Романи
- „Червеният салон“ – роман, 1879
- „Синът на слугинята“ – роман, 1886 – 1887
- „Жителите на остров Хемсьо“ – роман, 1887
- „Защитната реч на един безумец“ – роман, 1888
- „На рифа“ – роман, 1890
- „Ад“ – автобиографична книга, 1897
- „Легенди“ – автобиографична книга, 1897
- „Сам“ – роман, 1903
- „Готическите стаи“ – роман, 1904
- „Черните знамена“ – роман, 1905

### Повести и разкази
- „Новото царство“ – повест, 1882
- „Брачни истории“ – сборник, 1884 – 1886
- „Утопии в реалността“ – сборник новели, 1885
- „Сандаловото дърво“ – повест, 1889

### Пиеси
- „Волнодумец“ (Fritänkaren, 1869)
- „Хермиона“ (Hermione, 1870)
- „В Рим“ (I Rom, 1870)
- „Изгнаник“ (Den fredlöse, 1871)
- „Майстор Улуф“ (Mäster Olof, 1872, 1874, 1877)
- „Странстванията на Щастливеца Пер“ (Lycko-Pers resa, 1882)
- „Бащата“ (Fadren, 1887)
- „Приятелчета“ (Kamraterna, 1887)
- „Госпожица Юлия“ (Fröken Julie, 1888)
- „Кредитори“ (Fordringsägare, 1888)
- „По-силната“ (Den starkare, 1989)
- „Парий“ (Paria, 1989)
- „Самум“ (Samum, 1989)
- „Пред смъртта“ (Inför döden, 1892)
- „Връзки“ (Bandet, 1892)
- „Игра с огъня“ (Leka med elden, 1892)
- „Пътят за Дамаск“ (трилогия, Till Damaskus, 1898 – 1904)
- „Борба и престъпление“ (Brott och brott, 1899)
- „Густав Васа“ (Gustav Vasa, 1899)
- „Ерик XIV“ (Erik XIV, 1899)
- „Пасха“ (Påsk, 1900)
- „Карл XII“ (Karl XII, 1901)
- „Мъртвешки танц“ (Dödsdansen, 1901)
- „Годеницата девственица“ (Kronbruden, 1901)
- „Белият лебед“ (Svanevit, 1901)
- „Енгелбрект“ (Engelbrekt, 1901)
- „Игра-сън“ (Ett drömspel, 1902)
- „Кралица Кристина“ (Kristina, 1903)
- „Витенбергският славей“ (Näktergalen i Wittenberg, 1903)
- „Соната на призраците“ (Spöksonaten, 1907)
- „Широкият път“ (Stora landsvägen, 1909)

### Публицистика
- „Синята книга“ – публицистика, 1907 – 1908
- „Отворени писма за Интимния театър“ – 1909
- „Речи към шведската нация“ – 1910

## За него
- Хаджинаков, Петър. Литературни пристрастия. Т. 1. С., (2001), 7 – 25.
- Malekin, Theo. Strindberg and the Quest for Sacred Theatre. Amsterdam/New York, NY, Rodopi, 2010 (Consciousness, Literature and the Arts, 26)